# Католическая епархия Галлоуэя
Епархия Галлоуэя (англ. Diocese of Galloway, лат. Dioecesis Candidae Casae o Gallovidianus) — римско-католический диоцез с центром в городе Эр в Шотландии.
В настоящий момент пост епископа Галлоуэя вакнтен, так как занимавший его Уильям Нолан, 8-й епископ Галлоуэя, который сменил Джона Каннингема в 2014 году, 5 февраля 2022 года был назначен архиепископом Глазго.

## История
Епархия Галлоуэя, переставшая существовать после Реформации, была вновь образована 4 марта 1878 года с собором Святого Андрея в Дамфрисе и его территорией, охватывающей графства Дамфрисшир, Керкубришир, Уигтауншир и некоторую часть Айршира. После реорганизации архиепархии Глазго в 1947 году приходы к северу от Галлоуэя были перемещены в епархию Галлоуэя, тем самым сделав из города Эр крупный населённый пункт. В связи с этим епископ Макги перенёс свою резиденцию из Дамфриса в Эр. После катастрофического пожара в соборе Святого Андрея в мае 1962 года было решено, что церковь Доброго Пастыря в Эре должна стать кафедральным собором. Третий и нынешний собор епархии после закрытия Собора Доброго Пастыря в мае 2007 года — собор Святой Маргариты в Эре.

## Ординарии
- Джон Маклахлан (22 марта 1878 — † 16 января 1893);
- Уильям Тернер (16 июня 1893 — † 19 января 1914);
- Джеймс Уильям Маккарти (25 мая 1914 — † 24 декабря 1943);
- Уильям Генри Меллон (24 декабря 1943 — † 2 февраля 1952);
- Джозеф Майкл Макги (19 июля 1952 — 4 апреля 1981);
- Морис Тейлор (4 апреля 1981 — 7 апреля 2004);
- Джон Каннингем (7 апреля 2004 — 22 ноября 2014);
- Уильям Нолан (14 февраля 2015 — 5 февраля 2022).